# Johnny Fiama
Johnny Fiama is een Muppet die voor het eerst voorkwam in de Amerikaanse poppenserie Muppets Tonight. De handpop is gebaseerd op Frank Sinatra: Johnny is een crooner van Italiaanse afkomst met een donkere stem. Met zijn strak achterovergekamde, grijzende haren, zijn zwarte kostuum en de gouden ringen aan zijn vingers ziet hij er uit als een ietwat louche figuur. Hij woont nog bij zijn enigszins dominante moeder en wordt steevast vergezeld door zijn brutale lijfwacht Sal de chimpansee.
De stem en het poppenspel worden verzorgd door Bill Barretta, die Johnny's karakter deels baseerde op dat van zijn eigen vader en opa. De Nederlandse stem van Johnny Fiama wordt ingesproken door Frans Limburg. 

## Naam
'Fiamma', met dubbel m, is het Italiaanse woord voor 'vlam'. De achternaam van het personage wordt echter met slechts één m geschreven. Dit omdat het zo een anagram is van 'mafia', een verwijzing naar de dubieuze achtergrond van Johnny.